# La guerra dei nani
La guerra dei nani (Der Krieg der Zwerge) è il secondo romanzo del ciclo La Saga della Terra Nascosta di Markus Heitz iniziata nel libro Le cinque stirpi, scritto nel 2004 e tradotto in Italia nel 2007.

## Trama
Sebbene Tungdil abbia portato a termine la forgiatura della Lama di Fuoco ed abbia sconfitto Nudin, la guerra non è ancora finita. Infatti, nell'ovest, nella Terra dell'Aldilà, è sorta una nuova minaccia, costituita da undici avatar del dio Tion. La leggenda narra infatti che Vraccas, il creatore dei Nani, colpì per undici volte con il suo martello il dio Tion, che è il creatore di tutti gli esseri malvagi. Ad ogni colpo del martello di Vraccas si staccava una scheggia che si trasformò in umanoide. Da allora, gli undici avatar hanno come obiettivo quello di distruggere tutto ciò che Tion ha creato. Paradossalmente, i Nani non vogliono impedire a questo bene di prevalere, quindi si organizzano per respingere gli avatar, che intendono entrare nella Terra Nascosta per eliminare ogni traccia di malvagità. Ovunque vanno, però, questi avatar incendiano città e massacrano la popolazione perché la ritengono impura, risparmiando solo vergini e bambini. Spetterà a Tungdil Manodoro sconfiggere gli avatar, guidati dall'Eoil, una divinità generata da Sitalia, la creatrice degli Elfi.

## Edizioni
- Markus Heitz, La guerra dei nani, Editrice Nord, 2007,  p. 580, ISBN 88-429-1495-9.